# Isla Kagalaska
La isla Kagalaska es una isla perteneciente al archipiélago Andreanof dentro de las islas Aleutianas de Alaska, (EE. UU.). La isla mide 14,5 km de largo y 11,3 km de ancho. Se encuentra separada de la isla Adak a través del estrecho de Kagalaska, el cual mide unos cuantos metros de ancho.
La isla está cubierta de matorrales y dunas de arena a diferencia de otras islas de Alaska que albergan unas pronunciadas y escarpadas costas. Kagalaska alberga en su superficie un importante número de nidos de aves marinas y en el periodo estival es un lugar cálido y propicio para la observación de focas.
- Datos: Q504588